# 아샤크
아샤크(다리어·파슈토어: اشک)는 아프가니스탄의 만두류 음식이다. 만투와 비슷하지만 소로 고기가 들어가지 않는다는 점이 다르다.
차이브로 속을 채운 파스타 만두에 (주로 고기가 들어있는) 토마토 소스를 곁들인 아프가니스탄 요리로, 그 위에 요구르트와 말린 민트를 얹는다. 준비하는 데 시간이 많이 걸리는 식사로, 일반적으로 휴일이나 특별한 모임에서 제공된다. 아프가니스탄에서도 인기가 있는 만트와 비슷하다. 아우샤크와 달리 만투에는 고기가 들어있다.

## 같이 보기
- 만트
- 소를 넣은 음식 목록